# Citrullus colocynthis
Citrullus colocynthis là một loài thực vật có hoa trong họ Cucurbitaceae. Loài này được (L.) Schrad. mô tả khoa học đầu tiên năm 1838.
Loài cây mọc trên sa mạc này là loài bản địa từ lưu vực Địa Trung Hải và châu Á, đặc biệt là Thổ Nhĩ Kỳ (đặc biệt là ở các vùng như İzmir) và Nubia.
Loài cây này trông giống như dưa hấu, nhưng mang những trái nhỏ, cứng với phần cùi đắng. Ban đầu nó có tên khoa học là Colocynthis citrullus.
Quả giống quả dưa hấu, nhưng có một số điểm khác biệt. Loài này cần rất ít nước, quả không mọng nước cho dù đã chín. Phần thịt quả rất rỗng và xốp, màu trắng, còn có rất nhiều hạt, cứng hơn hạt dưa hấu.

## Hình ảnh

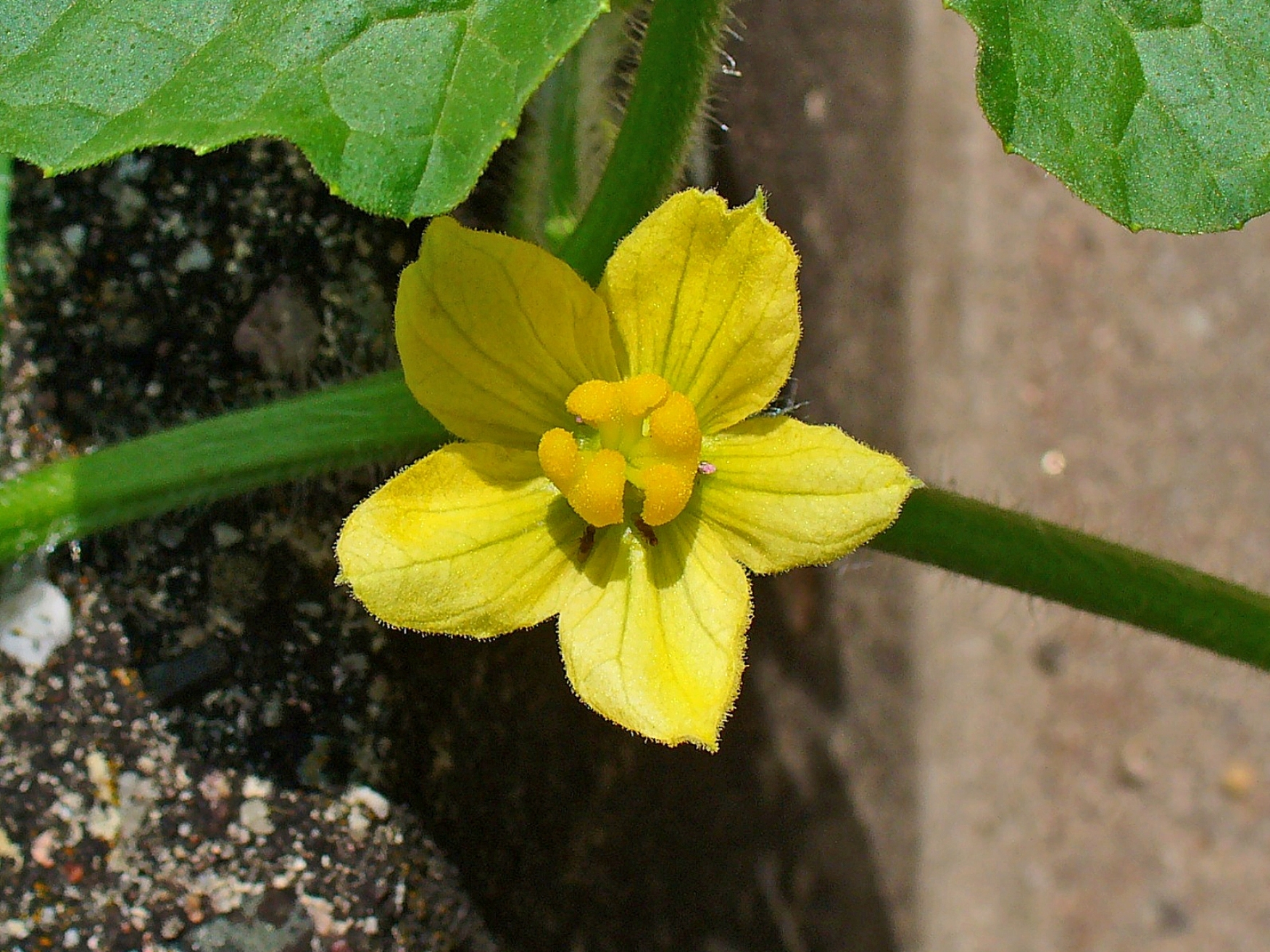
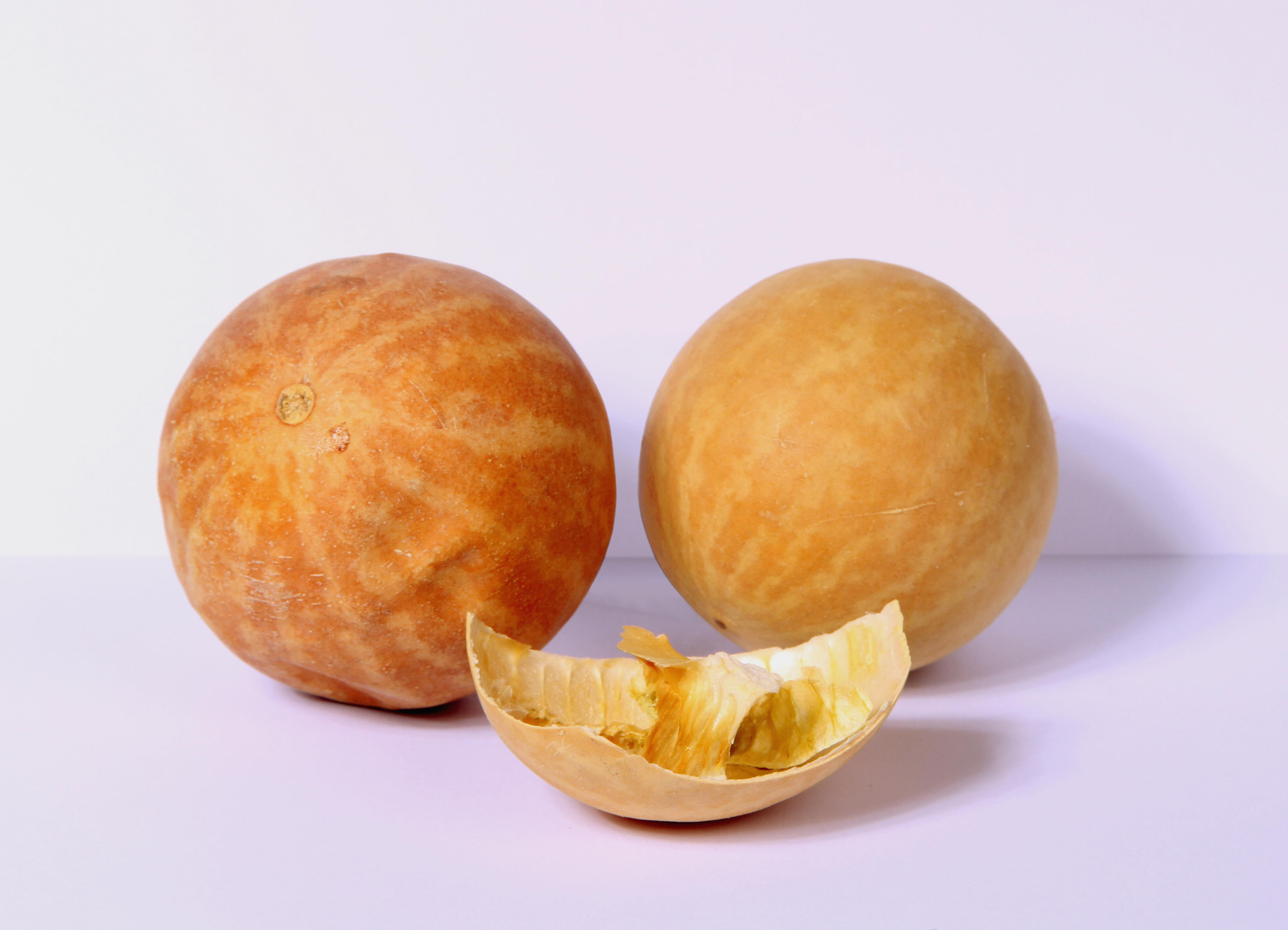
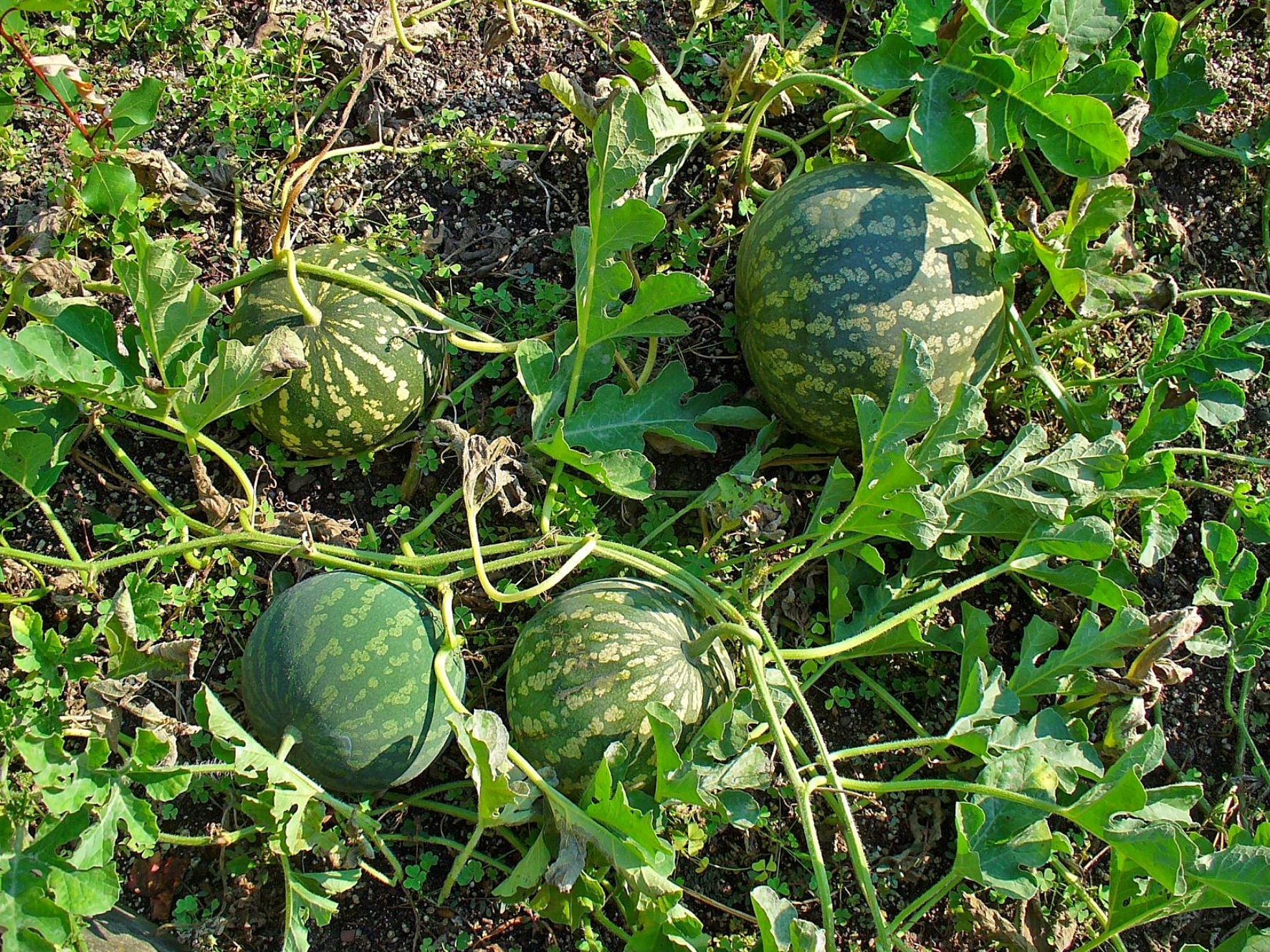
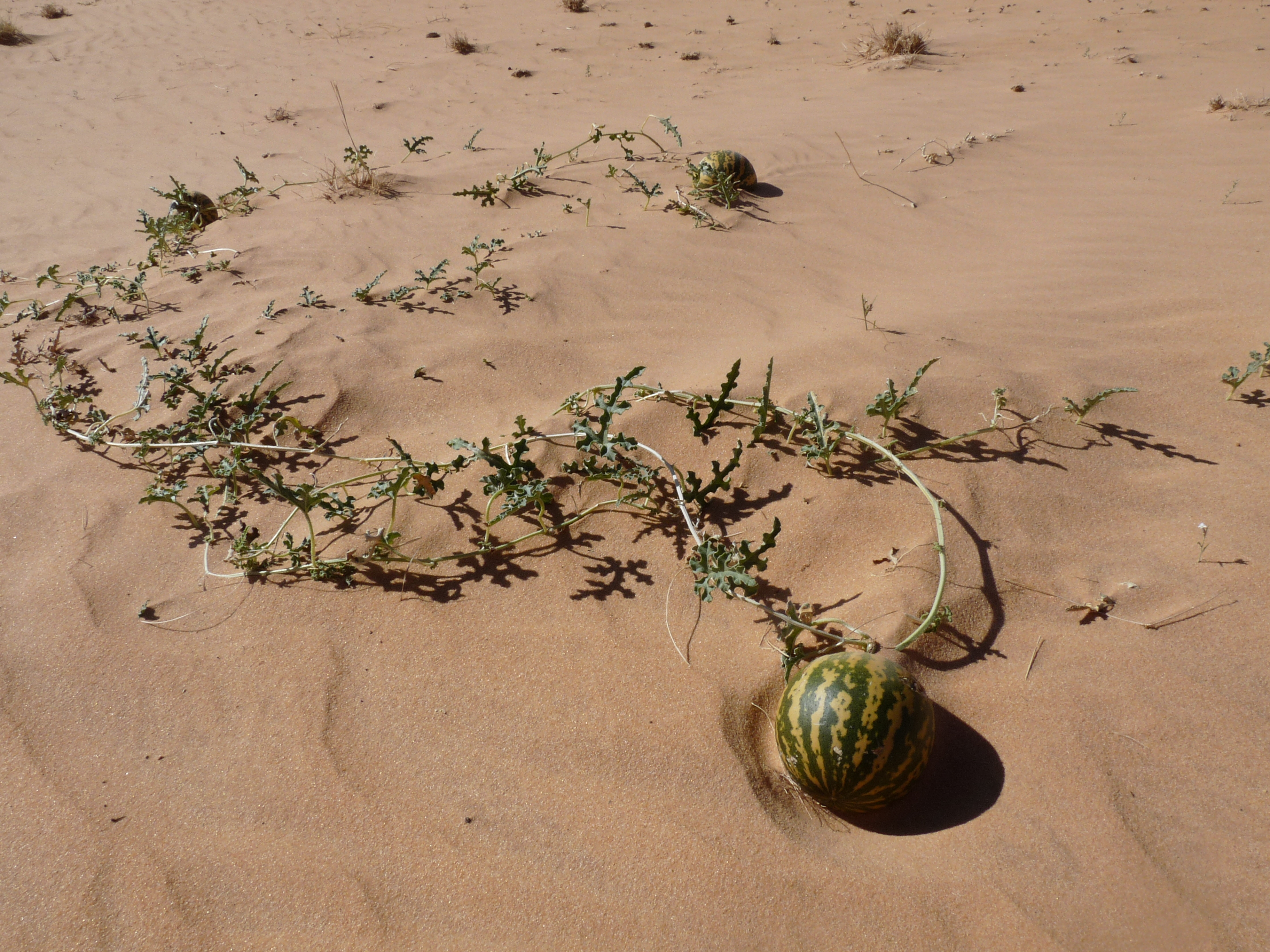